# Memoriał Zdzisława Ambroziaka 2008
III Memoriał Zdzisława Ambroziaka – siatkarski turniej, który odbył się w dniach 26-28 września 2008 roku w hali Arena Ursynów w Warszawie. Organizatorami turnieju były: Fundacja im. Zdzisława Ambroziaka, Ursynowskie Centrum Sportu i Rekreacji oraz Uczniowski Klub Sportowy "Gocław 75". Honorowy patronat objęli marszałek województwa mazowieckiego Adam Struzik i prezydent Warszawy Hanna Gronkiewicz-Waltz. Memoriał transmitowała stacja Polsat Sport. 
W turnieju wzięło udział sześć zespołów: Asseco Resovia Rzeszów, AZS UWM Olsztyn, Domex Tytan AZS Częstochowa, J.W. Construction OSRAM AZS Politechnika Warszawska, PGE Skra Bełchatów oraz Trefl Gdańsk. Wszystkie biorące udział w turnieju drużyny grały w sezonie 2008/2009 w PlusLidze.
Po raz kolejny zmienił się system rozgrywek. Zespoły podzielone zostały na dwie grupy. Rozegrały w nich systemem kołowym po jednym spotkaniu. Zwycięzcy obu grup zagrały o pierwsze miejsce w turnieju, ekipy z drugich miejsc – o trzecią lokatę, a zespoły z trzecich miejsc w grupach – o piąte miejsce. Dodatkowo 27 września J.W. Construction OSRAM AZS Politechnika Warszawska rozegrał towarzyskie spotkanie z Treflem Gdańsk, wygrywając 3:0 (27:25, 25:15, 25:16).
Zwycięzcą memoriału po raz drugi z rzędu została PGE Skra Bełchatów, która w finale pokonała Asseco Resovię Rzeszów.

## Faza grupowa
finał
     mecz o 3. miejsce
     mecz o 5. miejsce

### Grupa A
Tabela
| Lp. | Drużyna                                             | Pkt | Mecze | Mecze | Mecze | Sety | Sety | Sety  | Małe punkty | Małe punkty | Małe punkty |
| Lp. | Drużyna                                             | Pkt | M     | W     | P     | wyg. | prz. | ratio | zdob.       | str.        | ratio       |
| --- | --------------------------------------------------- | --- | ----- | ----- | ----- | ---- | ---- | ----- | ----------- | ----------- | ----------- |
| 1   | PGE Skra Bełchatów                                  | 4   | 2     | 2     | 0     | 6    | 1    | 6.000 | 185         | 159         | 1.164       |
| 2   | Domex Tytan AZS Częstochowa                         | 3   | 2     | 1     | 1     | 4    | 5    | 0.800 | 206         | 206         | 1.000       |
| 3   | J.W. Construction OSRAM AZS Politechnika Warszawska | 2   | 2     | 0     | 2     | 2    | 6    | 0.333 | 162         | 188         | 0.862       |

Zasady ustalania kolejności: 1. liczba zdobytych punktów; 2. wyższe ratio setowe; 3. wyższe ratio małych punktów.
Punktacja: zwycięstwo - 2 pkt; porażka - 1 pkt
Wyniki spotkań
| Data                                              | Drużyna 1                   | Wynik | Drużyna 2                                           | Set 1 | Set 2 | Set 3 | Set 4 | Set 5 | Źródła |
| ------------------------------------------------- | --------------------------- | ----- | --------------------------------------------------- | ----- | ----- | ----- | ----- | ----- | ------ |
| 26.09                                             | Domex Tytan AZS Częstochowa | 3:2   | J.W. Construction OSRAM AZS Politechnika Warszawska | 24:26 | 25:23 | 22:25 | 25:18 | 15:6  |        |
| MVP: Smilen Mljakow (Domex Tytan AZS Częstochowa) |                             |       |                                                     |       |       |       |       |       |        |
| 26.09                                             | PGE Skra Bełchatów          | 3:0   | J.W. Construction OSRAM AZS Politechnika Warszawska | 25:21 | 25:18 | 27:25 |       |       |        |
| MVP: Dawid Murek (PGE Skra Bełchatów)             |                             |       |                                                     |       |       |       |       |       |        |
| 27.09                                             | Domex Tytan AZS Częstochowa | 1:3   | PGE Skra Bełchatów                                  | 34:36 | 19:25 | 25:22 | 17:25 |       |        |
| MVP: Miguel Ángel Falasca (PGE Skra Bełchatów)    |                             |       |                                                     |       |       |       |       |       |        |

### Grupa B
Tabela
| Lp. | Drużyna                | Pkt | Mecze | Mecze | Mecze | Sety | Sety | Sety  | Małe punkty | Małe punkty | Małe punkty |
| Lp. | Drużyna                | Pkt | M     | W     | P     | wyg. | prz. | ratio | zdob.       | str.        | ratio       |
| --- | ---------------------- | --- | ----- | ----- | ----- | ---- | ---- | ----- | ----------- | ----------- | ----------- |
| 1   | Asseco Resovia Rzeszów | 4   | 2     | 2     | 0     | 6    | 2    | 3.000 | 178         | 159         | 1.119       |
| 2   | AZS UWM Olsztyn        | 3   | 2     | 1     | 1     | 5    | 4    | 1.250 | 193         | 185         | 1.043       |
| 3   | Trefl Gdańsk           | 2   | 2     | 0     | 2     | 1    | 6    | 0.167 | 144         | 171         | 0.842       |

Zasady ustalania kolejności: 1. liczba zdobytych punktów; 2. wyższe ratio setowe; 3. wyższe ratio małych punktów.
Punktacja: zwycięstwo - 2 pkt; porażka - 1 pkt
Wyniki spotkań
| Data                                      | Drużyna 1              | Wynik | Drużyna 2       | Set 1 | Set 2 | Set 3 | Set 4 | Set 5 | Źródła |
| ----------------------------------------- | ---------------------- | ----- | --------------- | ----- | ----- | ----- | ----- | ----- | ------ |
| 26.09                                     | AZS UWM Olsztyn        | 3:1   | Trefl Gdańsk    | 21:25 | 25:19 | 25:21 | 25:17 |       |        |
| MVP: Jakub Oczko (AZS UWM Olsztyn)        |                        |       |                 |       |       |       |       |       |        |
| 26.09                                     | Asseco Resovia Rzeszów | 3:0   | Trefl Gdańsk    | 25:18 | 25:22 | 25:22 |       |       |        |
| MVP: Marcin Wika (Asseco Resovia Rzeszów) |                        |       |                 |       |       |       |       |       |        |
| 27.09                                     | Asseco Resovia Rzeszów | 3:2   | AZS UWM Olsztyn | 25:20 | 20:25 | 25:17 | 18:25 | 15:10 |        |
| MVP: Paweł Papke (Asseco Resovia Rzeszów) |                        |       |                 |       |       |       |       |       |        |

## Faza pucharowa

### Finał
| Data                                                                                    | Drużyna 1          | Wynik | Drużyna 2              | Set 1 | Set 2 | Set 3 | Set 4 | Set 5 | Źródła |
| --------------------------------------------------------------------------------------- | ------------------ | ----- | ---------------------- | ----- | ----- | ----- | ----- | ----- | ------ |
| 28.09                                                                                   | PGE Skra Bełchatów | 3:2   | Asseco Resovia Rzeszów | 28:26 | 22:25 | 25:16 | 27:29 | 15:10 |        |
| MVP: Stéphane Antiga (PGE Skra Bełchatów) i Krzysztof Ignaczak (Asseco Resovia Rzeszów) |                    |       |                        |       |       |       |       |       |        |

### Mecz o 3. miejsce
| Data                                              | Drużyna 1                   | Wynik | Drużyna 2       | Set 1 | Set 2 | Set 3 | Set 4 | Set 5 | Źródła |
| ------------------------------------------------- | --------------------------- | ----- | --------------- | ----- | ----- | ----- | ----- | ----- | ------ |
| 28.09                                             | Domex Tytan AZS Częstochowa | 3:2   | AZS UWM Olsztyn | 26:24 | 26:28 | 25:16 | 21:25 | 15:12 |        |
| MVP: Paweł Zatorski (Domex Tytan AZS Częstochowa) |                             |       |                 |       |       |       |       |       |        |

### Mecz o 5. miejsce
| Data                                                                        | Drużyna 1                                           | Wynik | Drużyna 2    | Set 1 | Set 2 | Set 3 | Set 4 | Set 5 | Źródła |
| --------------------------------------------------------------------------- | --------------------------------------------------- | ----- | ------------ | ----- | ----- | ----- | ----- | ----- | ------ |
| 28.09                                                                       | J.W. Construction OSRAM AZS Politechnika Warszawska | 3:0   | Trefl Gdańsk | 25:18 | 26:24 | 25:22 |       |       |        |
| MVP: Robert Milczarek (J.W. Construction OSRAM AZS Politechnika Warszawska) |                                                     |       |              |       |       |       |       |       |        |

## Klasyfikacja końcowa
| Lp. | Drużyna                                             |
| --- | --------------------------------------------------- |
| 1   | PGE Skra Bełchatów                                  |
| 2   | Asseco Resovia Rzeszów                              |
| 3   | Domex Tytan AZS Częstochowa                         |
| 4   | AZS UWM Olsztyn                                     |
| 5   | J.W. Construction OSRAM AZS Politechnika Warszawska |
| 6   | Trefl Gdańsk                                        |

## Nagrody indywidualne
| Najlepszy zawodnik (MVP)         | Najlepszy atakujący                    | Najlepszy serwujący                  | Najlepszy rozgrywający                    | Najlepszy przyjmujący                | Najlepszy libero                            |
| -------------------------------- | -------------------------------------- | ------------------------------------ | ----------------------------------------- | ------------------------------------ | ------------------------------------------- |
| Dawid Murek (PGE Skra Bełchatów) | Mikko Oivanen (Asseco Resovia Rzeszów) | Marcin Wika (Asseco Resovia Rzeszów) | Miguel Ángel Falasca (PGE Skra Bełchatów) | Stéphane Antiga (PGE Skra Bełchatów) | Krzysztof Ignaczak (Asseco Resovia Rzeszów) |